# Raphael Schweda
Raphael Schweda (Rostock, 17 de abril de 1976) es un ciclista alemán. Fue profesional de 1999 a 2003 y sus resultados más notables fueron su victoria en el Tour de Nuremberg en 2000 y la segunda posición en la HEW Cyclassics en 1999.
Tras su retirada se convirtió en director deportivo de equipos continentales alemanes como el Winfix, el Akud o el Team Wiesenhof.

## Palmarés
1996 (como amateur)
- 1 etapa de la Vuelta a Baviera

1998 (como amateur)
- Gran Premio de Fráncfort sub-23

1999
- 1 etapa de la Vuelta a Renania-Palatinado[1]

2000
- Tour de Nuremberg

## Resultados en Grandes Vueltas y Campeonatos del Mundo
| Carrera         | Carrera         | 1999 | 2000 | 2001  | 2002  | 2003  |
| --------------- | --------------- | ---- | ---- | ----- | ----- | ----- |
|                 | Giro de Italia  | —    | —    | —     | 78.º  | —     |
|                 | Tour de Francia | —    | —    | —     | —     | —     |
|                 | Vuelta a España | —    | —    | 131.º | —     | 104.º |
| Mundial en Ruta | Mundial en Ruta | Ab.  | —    | —     | 141.º | —     |

—: no participa

Ab.: abandono